# John Grinder
John Grinder (ur. 10 stycznia 1940) – amerykański publicysta, lingwista oraz współtwórca (z Richardem Bandlerem) programowania neurolingwistycznego.
Ukończył psychologię na Uniwersytecie w San Francisco w latach sześćdziesiątych. Podczas zimnej wojny służył w Zielonych Beretach w Europie. Był również pracownikiem wywiadu amerykańskiego. Po powrocie do kariery naukowej pod koniec lat 60., Grinder poświęcił się studiom lingwistycznym, uzyskując tytuł doktora językoznawstwa na uniwersytecie w San Diego. Jako językoznawca, współpracował z Noamem Chomskym w zakresie składni, rozwijając jego teorię. Od lat 70. zajmuje się programowaniem neurolingwistycznym.